# راکت‌انداز چندگانه ام۲۷۰
راکت‌انداز چندگانهٔ ام۲۷۰، (M270 MLRS) یک راکت‌انداز چندگانه زرهی، خودکششی (نوعی توپخانه راکتی) است.
از زمان تحویل اولین ام۲۷۰ به نیروی زمینی ایالات متحده آمریکا در سال ۱۹۸۳، این سیستم، توسط چندین کشور عضو ناتو خریداری شده‌است. حدود ۱٬۳۰۰ دستگاه ام۲۷۰ به همراه ۷۰۰۰۰۰ راکت تولید شد و تولید این سیستم در سال ۲۰۰۳، به پایان رسید.

## نسخه‌ها

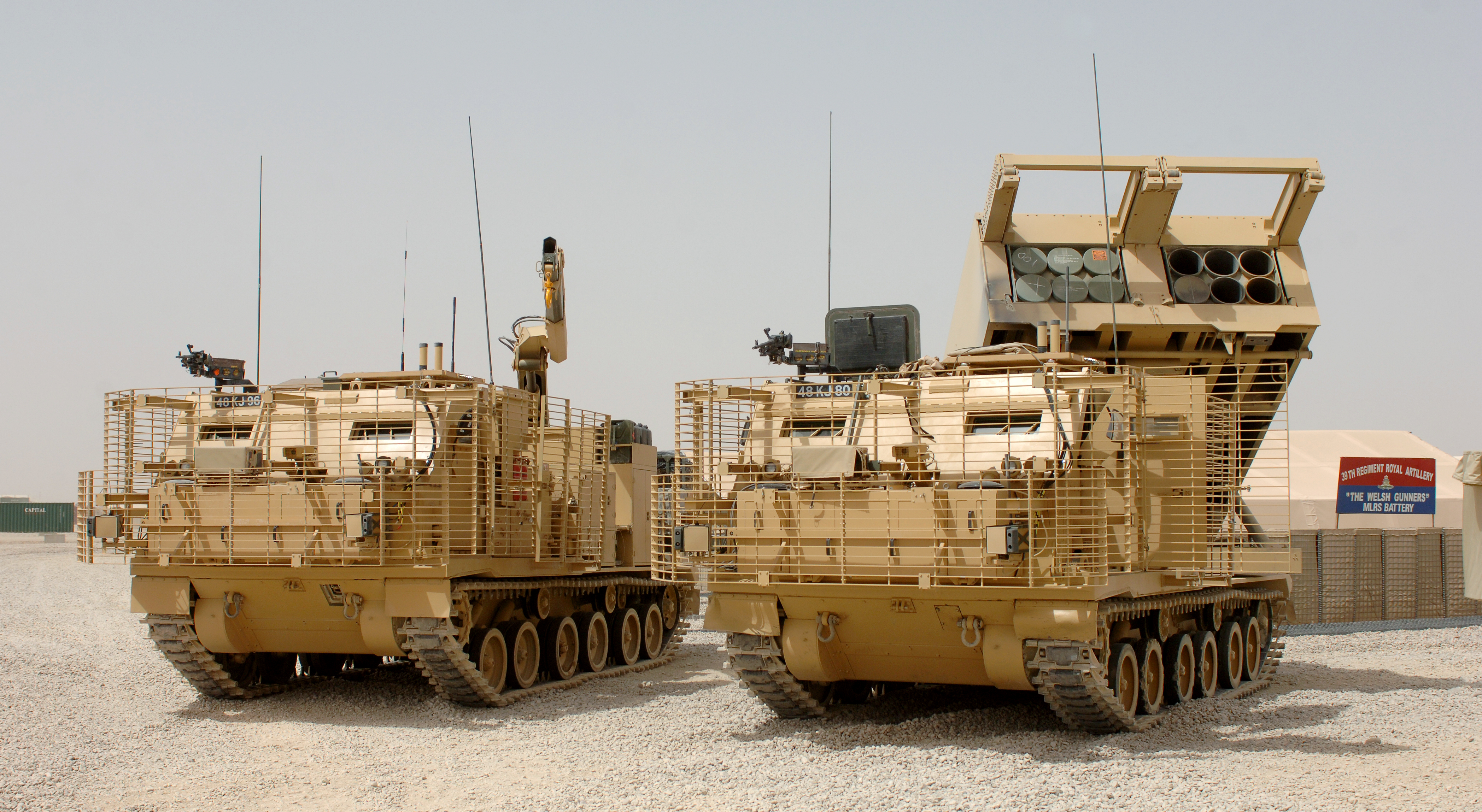
ام۲۷۰ انگلیسی در سال ۲۰۰۸ در کمپ باستیون، افغانستان (سمت راست تصویر)

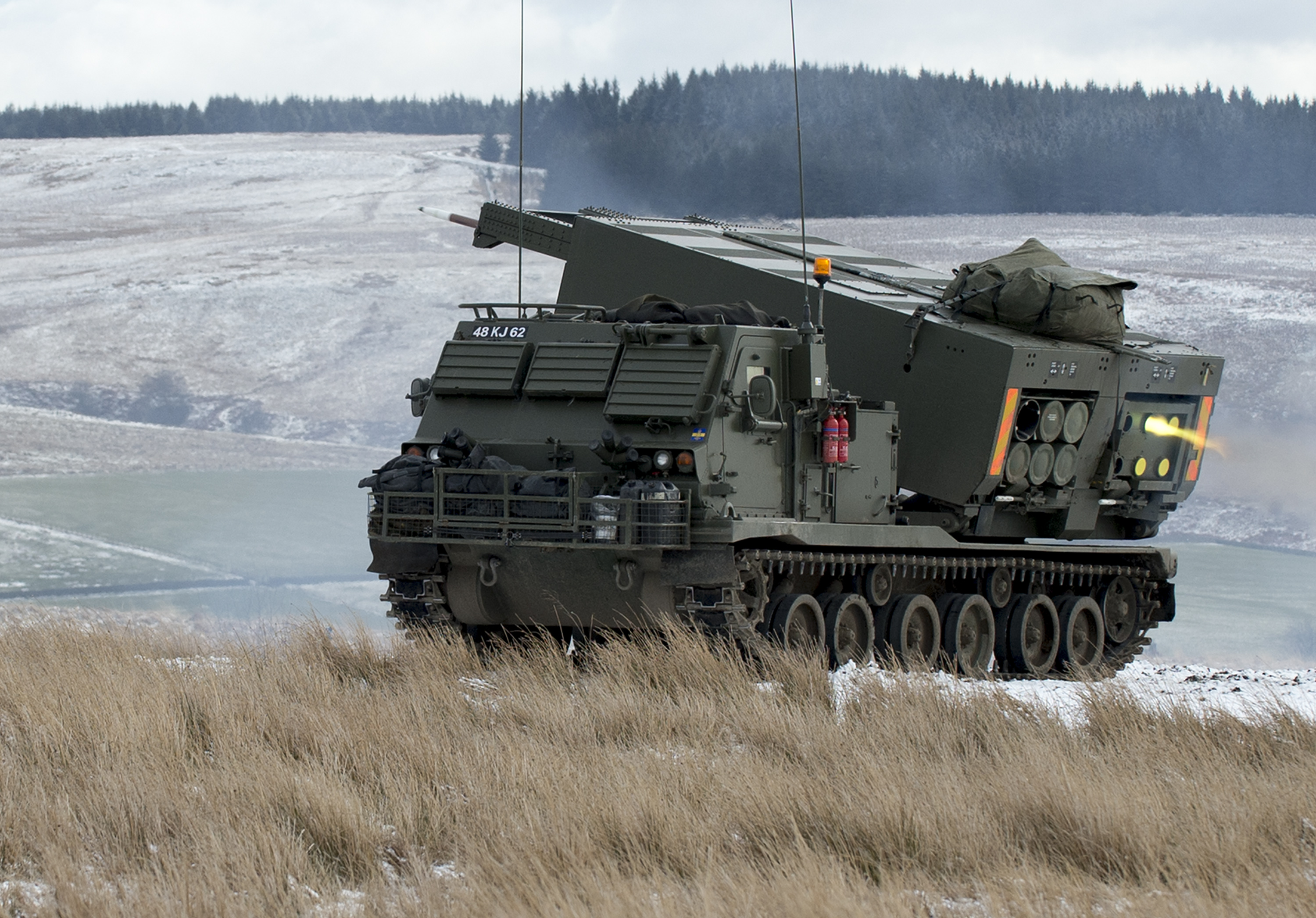
شلیک آموزشی یک ام۲۷۰ انگلیسی در سال ۲۰۱۵

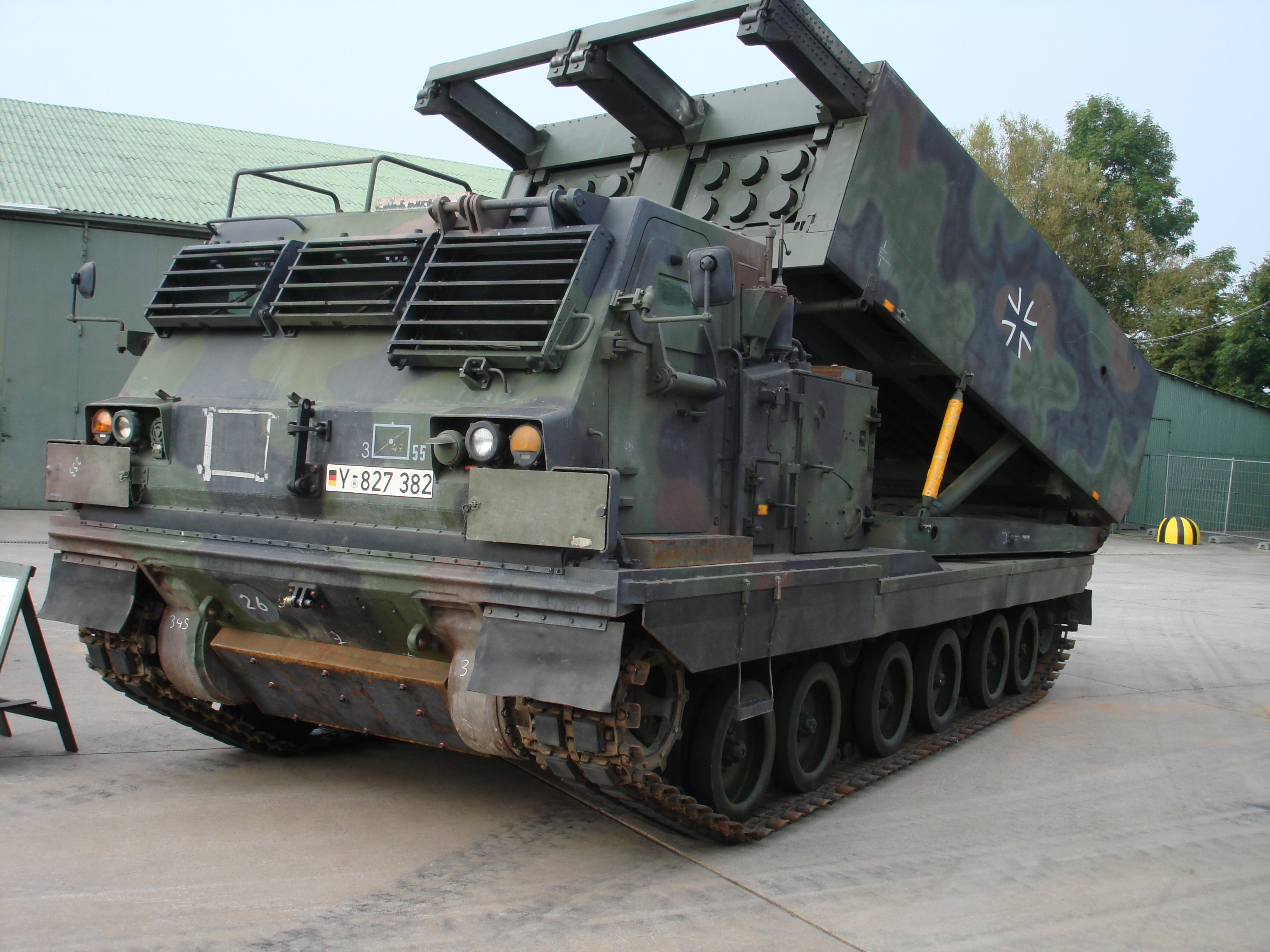
یک ام۲۷۰ متعلق به ارتش آلمان

### ویژگی‌های راکت‌ها
- کالیبر: ۲۲۷ میلی‌متر
- طول: ۳٫۹۴ متر۰
- موتور: موشک سوخت جامد

| نام             | وزن                           | محدوده (حداکثر)            | نوع هدایت                    | کلاهک                                                             |
| --------------- | ----------------------------- | -------------------------- | ---------------------------- | ----------------------------------------------------------------- |
| M26             | ۳۰۶ کیلوگرم (۶۷۵ پوند)        | ۳۲ کیلومتر (۲۰ مایل)       |                              | 644 M77 DPICM بمب خوشه‌ای                                          |
| M26A1/A2        | ۲۹۶ کیلوگرم (۶۵۰ پوند)        | بالای ۴۵ کیلومتر (۲۸ مایل) |                              | M26A1: 518 مهمات M85 DPICM {{سخ}} M26A2: 518 مهمات M77 DPICM      |
| M30/M31         |                               | ۷۰ کیلومتر (۴۳ مایل)       | سامانه موقعیت‌یاب جهانی / INS | M30: 404 جنگنده M85 DPICM {{سخ}} M31: 90 کیلوگرم (200 lb) HE واحد |
| AT2 SCATMIN     | ۲۵۴ کیلوگرم (۵۶۱ پوند)        | ۳۹ کیلومتر (۲۴ مایل)       |                              | معدن AT2                                                          |
| PARS SAGE-227 F | بالای ۳۰۰ کیلوگرم/۱۶۰ کیلوگرم | ۷۰ کیلومتر (۴۳ مایل)       |                              |                                                                   |

## ویژگی‌های راکت‌انداز ام۹۹۳

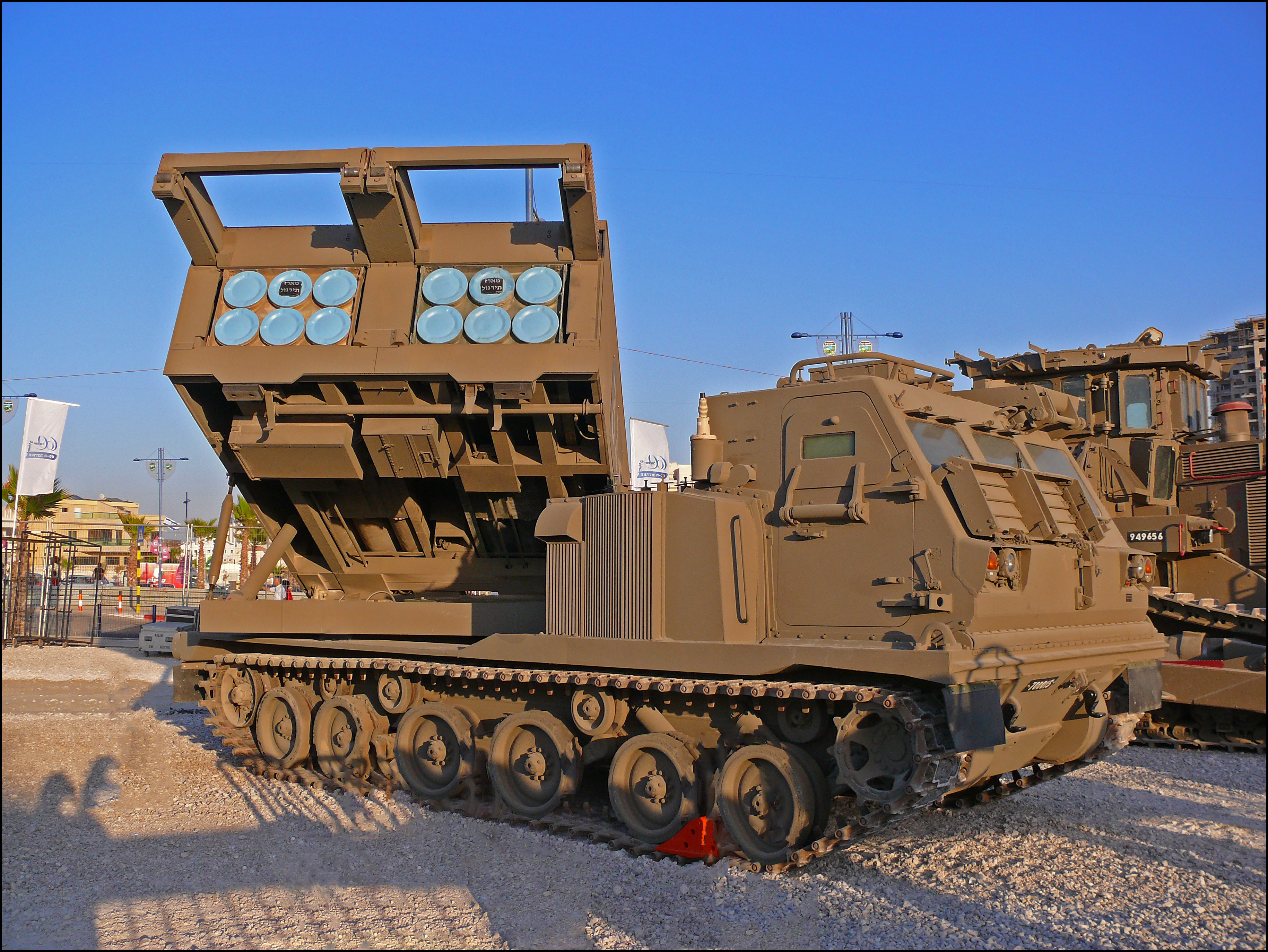
"Menatetz" نسخهٔ ارتقا یافتهٔ ام۲۷، متعلق به واحدهای توپخانه ارتش اسرائیل

- ورود به خدمت: ۱۹۸۲ (نیروهای مسلح ایالات متحده آمریکا)
- نخستین عملیات: ۱۹۹۱ (جنگ خلیج فارس)
- خدمه: ۳ نفر
- وزن بارگذاری شده: ۲۴٬۷۵۶ کیلوگرم
- طول: ۲۲ فوت ۶ اینچ (۶٫۸۶ متر)
- عرض: ۹ فوت ۹ اینچ (۲٫۹۷ متر)
- ارتفاع: ۲٫۵۷ متر (۸ فوت ۵ اینچ)[۱]
- حداکثر سرعت در جاده: ۶۴ کیلومتر در ساعت
- بُرد عملیاتی: ۴۸۰ کیلومتر
- زمان بارگیری: ۴ دقیقه (M270) ۳ دقیقه (M270A1)
- موتور: توربو ۸ سیلندر کامینز VTA903 دیزل ۵۰۰ اسب بخار
- گیربکس توربوکراس دنده کاملاً الکترونیکی کنترل می‌شود
- میانگین قیمت برای هر واحد: ۲٫۳ میلیون دلار[۲]

## اپراتورها

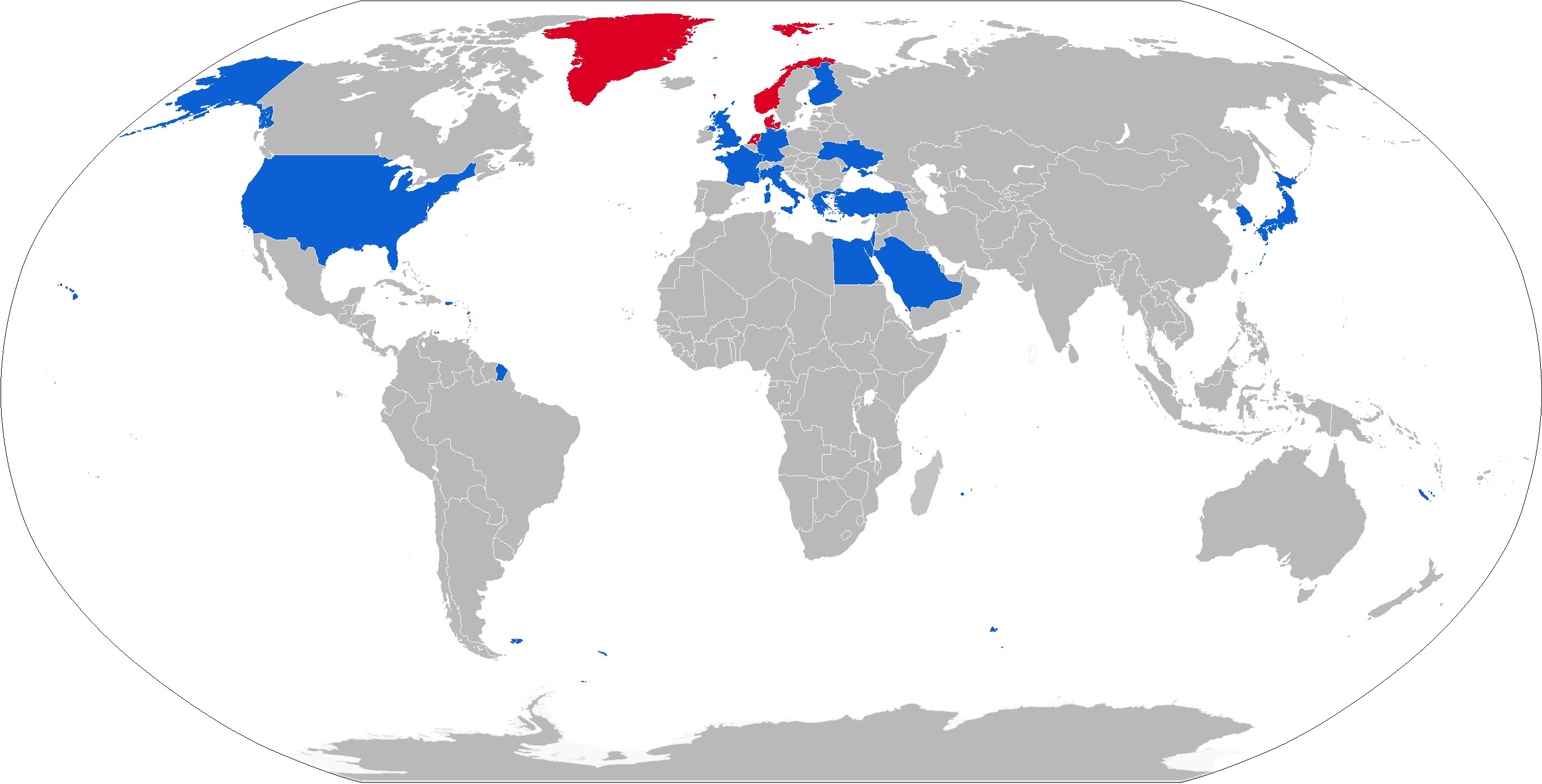
کاربران فعلی ام۲۷۰ به رنگ آبی و کاربران سابق با رنگ قرمز

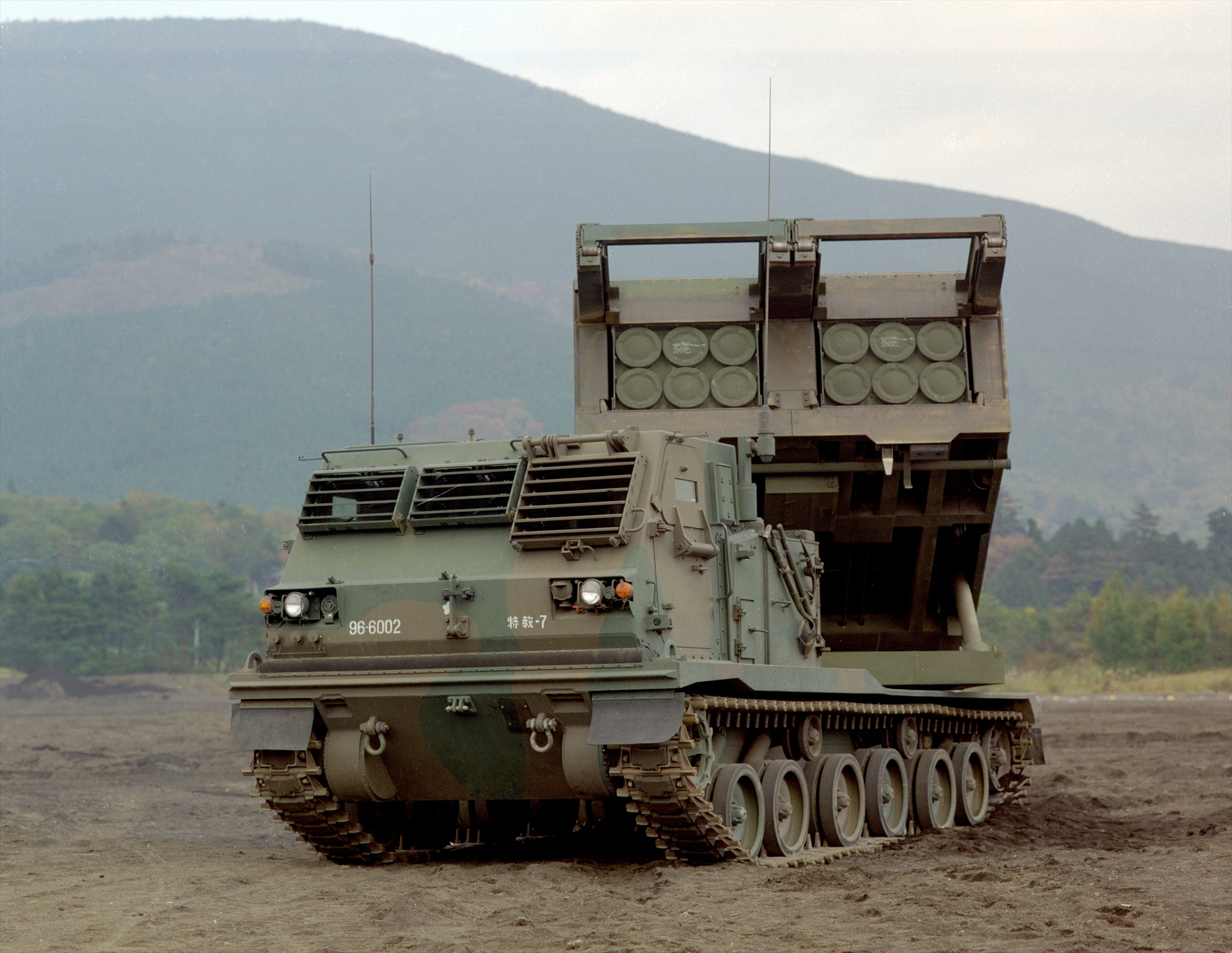
ام۲۷۰ نیروهای دفاع‌ازخود ژاپن

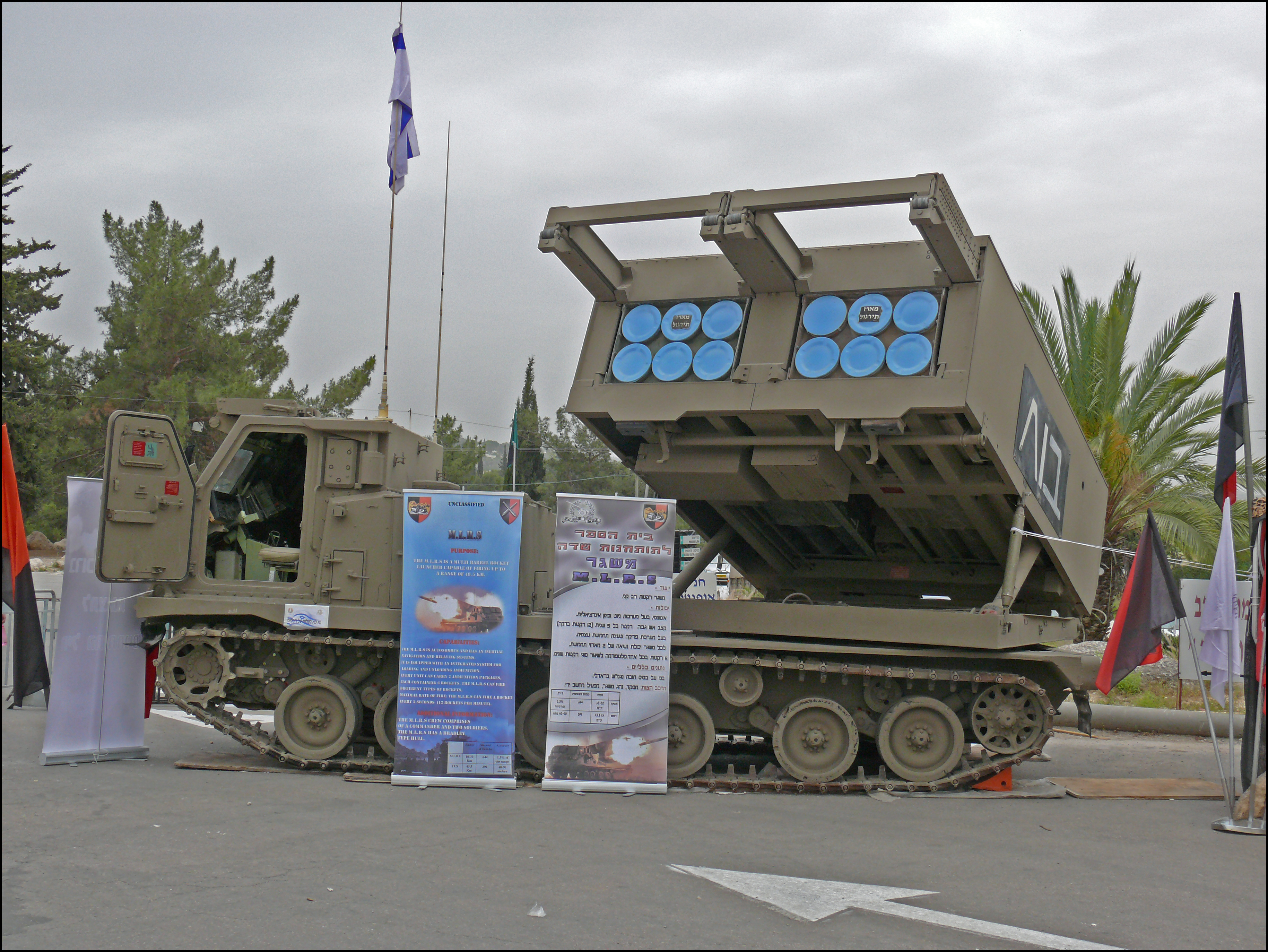
ام۲۷۰ ارتش اسرائیل